# Clasamentul pe medalii la Jocurile Olimpice de vară din 1904

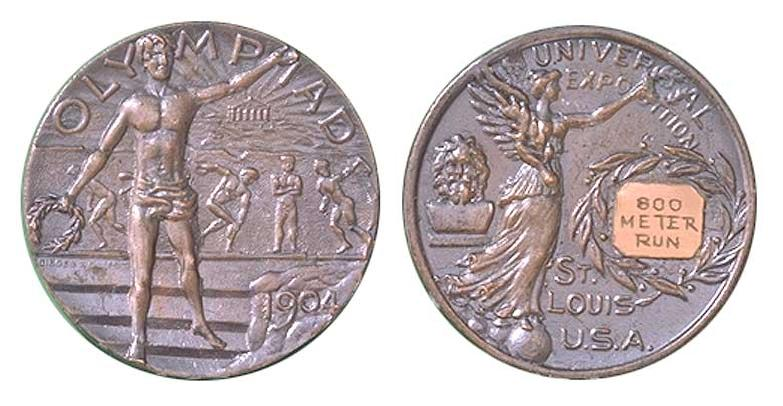
Medalia de argint acordată la proba de 800 m la Jocurile Olimpice de vară din 1904

Clasamentul pe medalii la Jocurile Olimpice de vară din 1904 este o listă a Comitetelor Olimpice Naționale aranjate după numărul de medalii obținute în timpul Olimpiadei de vară din 1904, desfășurată la St. Louis, Missouri, Statele Unite ale Americii, în perioada 1 iulie - 23 noiembrie 1904 (ca parte a Expoziției Universale din 1904). Un total de 651 de sportivi (reprezentând 12 de națiuni) au participat în 94 de probe sportive (în cadrul a 16 sporturi). Totuși, doar în 42 de probe au participat sportivi din afara SUA.
Lista include medaliile acordate în fiecare dintre aceste probe, excepție făcând cele câștigate la polo pe apă. Acestea sunt menționate în rapoartele din 1904, dar nu sunt incluse în baza de date cu medalii a Comitetului Internațional Olimpic. Statele Unite au câștigat toate cele trei medalii, echipa din New York fiind pe primul loc, cea din Chicago luând locul doi iar cea din Missouri aflându-se pe al treilea loc.
Nouă din cele doisprezece de națiuni participante au obținut medalii, pe lângă cele două medalii obținute de echipele mixte (echipe formate din sportivi din mai multe națiuni). În Jocurile Olimpice timpurii, câteva probe sportive pe echipe au fost contestate de sportivi din mai multe țări. Retroactiv, CIO a creat noțiunea de „echipă mixtă” (cu codul de țară ZZX) pentru a face referire la acei sportivi. La Jocurile din 1904, sportivii din echipele mixte au câștigat medalii la probele de atletism și scrimă. Unii sportivi au obținut medalii atât individual cât și făcând parte a unei echipe mixte. Acele medalii sunt tabulate sub diferite națiuni la numărătorile oficiale.
Țara gazdă, Statele Unite ale Americii, a dominat clasamentul, obținând cele mai multe medalii de aur (78), argint (82), și bronz (79) având și cel mai mare număr total de medalii (239). La Jocurile din 1904 s-au acordat pentru prima dată medalii de aur. În trecut, primul loc obținea o medalie de argint, iar cel aflat pe locul doi una de bronz.

## Clasamentul pe medalii

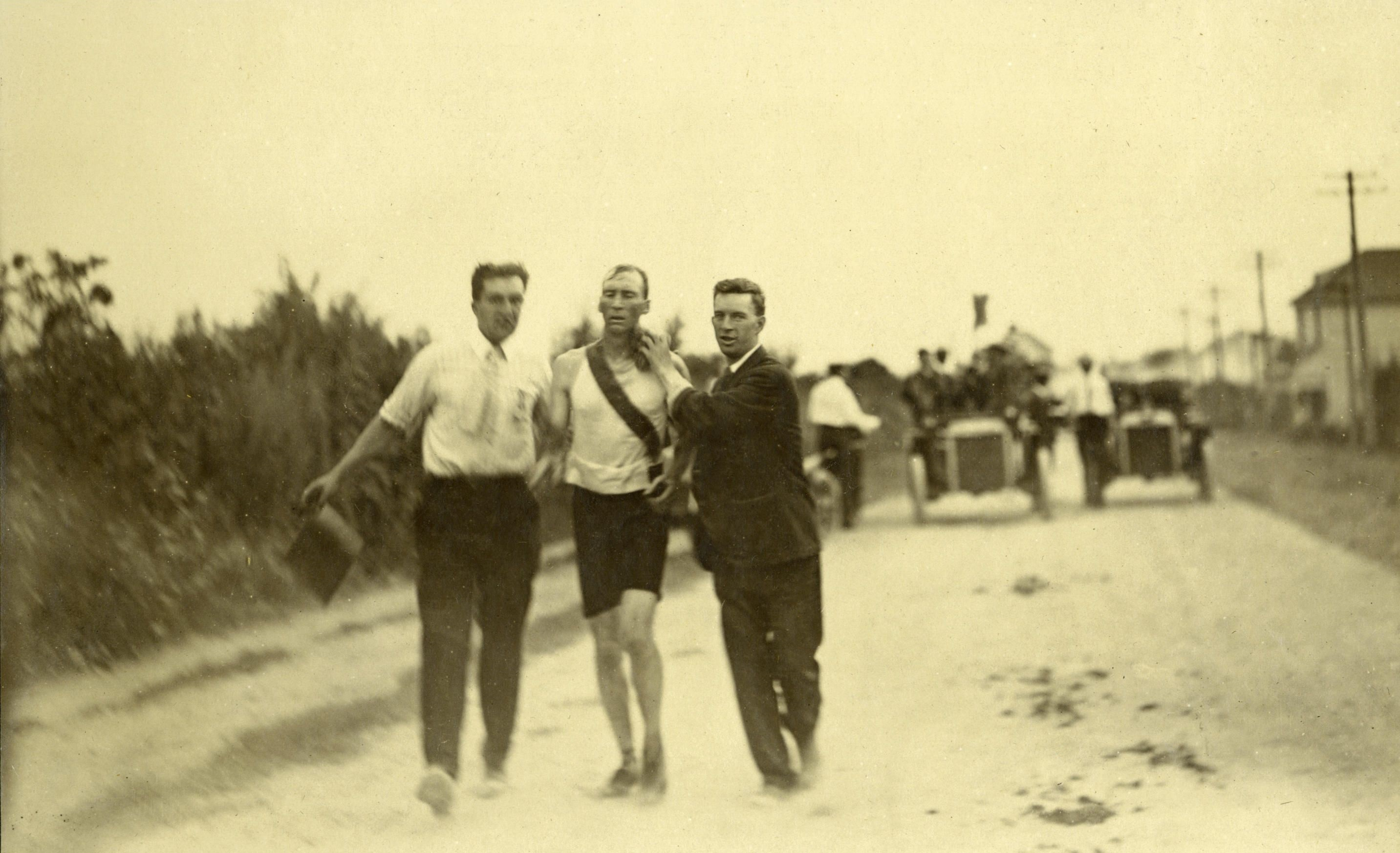
Thomas Hicks a obținut o medalie de aur pentru Statele Unite la proba de maraton, deși se îmbolnăvise de la dozele de stricnină date de antrenorii lui pentru a-l ține în cursă.

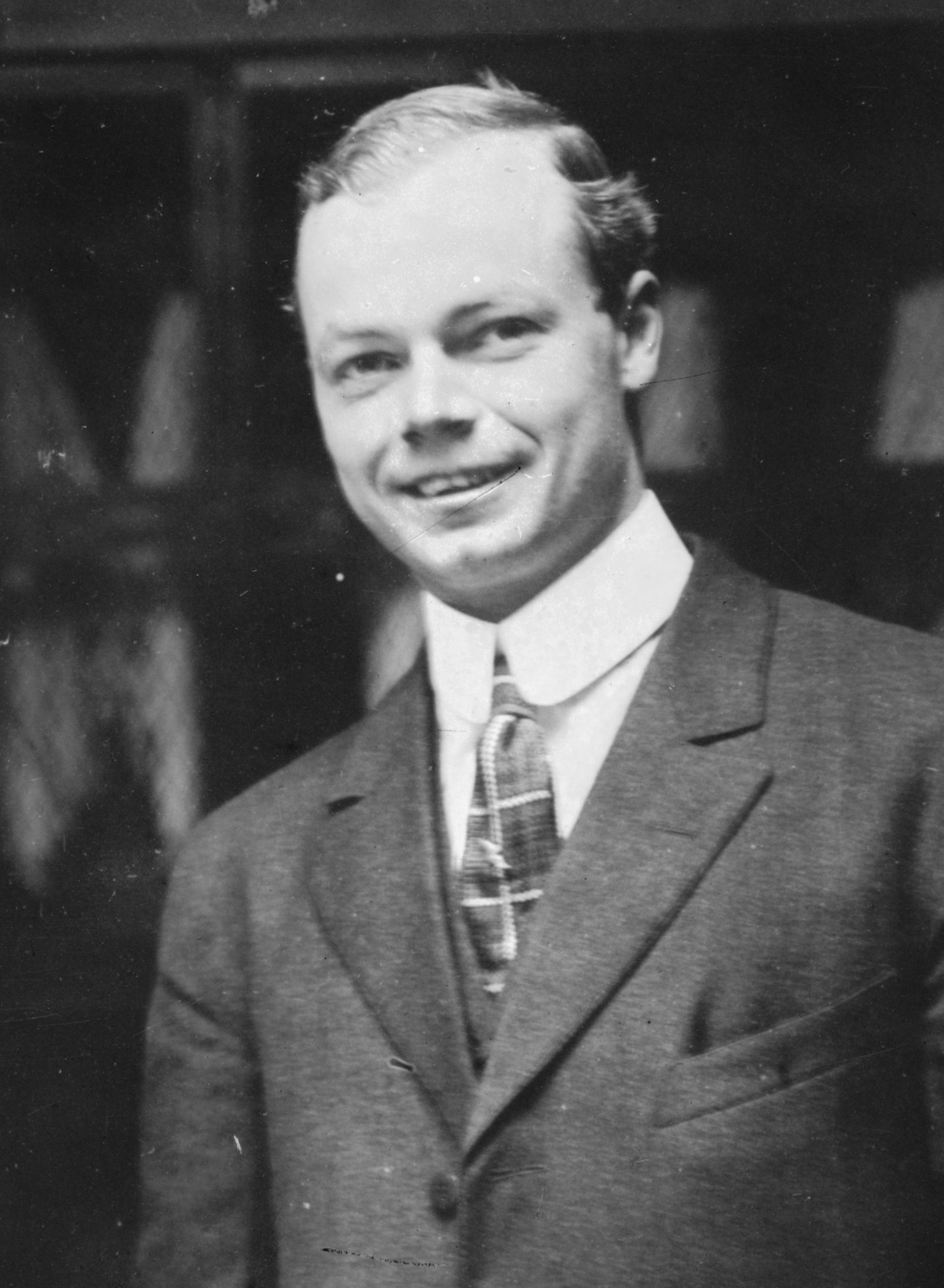
Charles Daniels a câștigat trei medalii de aur, una de argint și una de bronz la probele de înot, toate pentru SUA.

Acesta este tabelul complet al numărului de medalii de la Jocurile Olimpice de vară din 1904, bazat pe datele oferite de Comitetul Internațional Olimpic (CIO).[a] Ordonarea se face în funcție de numărul de medalii de aur. Apoi se ia în considerare numărul de medalii de argint și apoi numărul de medalii de bronz. Dacă după ordonarea anterior enunțată, țările se află tot la egalitate, li se acordă un loc egal și sunt ordonate alfabetic. Informațiile sunt oferite de CIO, deși CIO nu recunoaște sau susține niciun sistem de ordonare.
Pentru a sorta acest tabel după o anumită coloană, apăsați pe iconița  de lângă titlul coloanei.
Legendă
      Țara gazdă
| Loc            | Țară                             | Aur | Argint | Bronz | Total |
| -------------- | -------------------------------- | --- | ------ | ----- | ----- |
| 1              | Statele Unite ale Americii (USA) | 78  | 82     | 79    | 239   |
| 2              | Germania (GER)                   | 4   | 4      | 5     | 13    |
| 3              | Cuba (CUB)                       | 4   | 2      | 3     | 9     |
| 4              | Canada (CAN)                     | 4   | 1      | 1     | 6     |
| 5              | Ungaria (HUN)                    | 2   | 1      | 1     | 4     |
| 6              | Marea Britanie (GBR)             | 1   | 1      | 0     | 2     |
| 6              | Echipa mixtă (ZZX)               | 1   | 1      | 0     | 2     |
| 8              | Grecia (GRE)                     | 1   | 0      | 1     | 2     |
| 8              | Elveția (SUI)                    | 1   | 0      | 1     | 2     |
| 10             | Austria (AUT)                    | 0   | 0      | 1     | 1     |
| Total (10 CON) | Total (10 CON)                   | 96  | 92     | 92    | 280   |